# Spotlight on Rick
Spotlight on Rick – studyjny album muzyczny Ricky'ego Nelsona wydany przez wytwórnię płytową Decca Records 23 listopada 1964 roku. 

## Utwory
| A1 | I'm A Fool                      | 2:05 |
| A2 | I Tried                         | 2:32 |
| A3 | I'm Talking About You           | 2:05 |
| A4 | Yesterday's Love                | 2:06 |
| A5 | A Happy Guy                     | 2:09 |
| A6 | From A Distance                 | 2:47 |
| B1 | Stop, Look, Listen              | 2:08 |
| B2 | Don't Breathe A Word            | 2:00 |
| B3 | That's Why I Love You Like I Do | 2:34 |
| B4 | In My Dreams                    | 2:15 |
| B5 | Just Relax                      | 2:00 |
| B6 | Live And Learn                  | 2:10 |